# Vlastimir Jovanović
Vlastimir Jovanović (Doboj, 3 aprile 1985) è un calciatore bosniaco, centrocampista del Nieciecza.

## Palmarès

### Club

#### Competizioni nazionali
- Kup Republike Srpske: 1

Slavija: 2007-2008